# Cappella del Crocifisso (Bergamo)
La cappella del Crocifisso, realizzata nel XIX secolo su progetto di Raffaele Dalpino, si trova nella cattedrale di sant'Alessandro nella parte alta della città di Bergamo, ed è la seconda a destra della navata. È intitolata al Crocifisso perché conserva sull'altare il crocifisso proveniente dalla Chiesa di Santa Maria di Rosate ritenuto miracoloso e posto nel 1810.

## Storia
La riedificazione del duomo di Bergamo, realizzata a partire dal XIV secolo fino al XVIII secolo, terminò con la costruzione della nuova cupola e proseguì con la realizzazione di una cappella da dedicare al Santissimo Sacramento ove esporre il Crocifisso della ex chiesa delle Rosate chiusa nel 1810. 
La sua sede fu stabilita acquisendo i locali dell'Osteria dell'Offellino e il giardino della canonica e ampliando gli spazi dove era situato il battistero rimuovendo e sostituendo l'altare dedicato a san Giovanni Evangelista. In questo altare erano conservati in una urna di cristallo e madreperla il teschio con le ceneri di martiri, a cui venne dato il nome di Vincenzo, dono del vescovo Luigi Ruzzini.

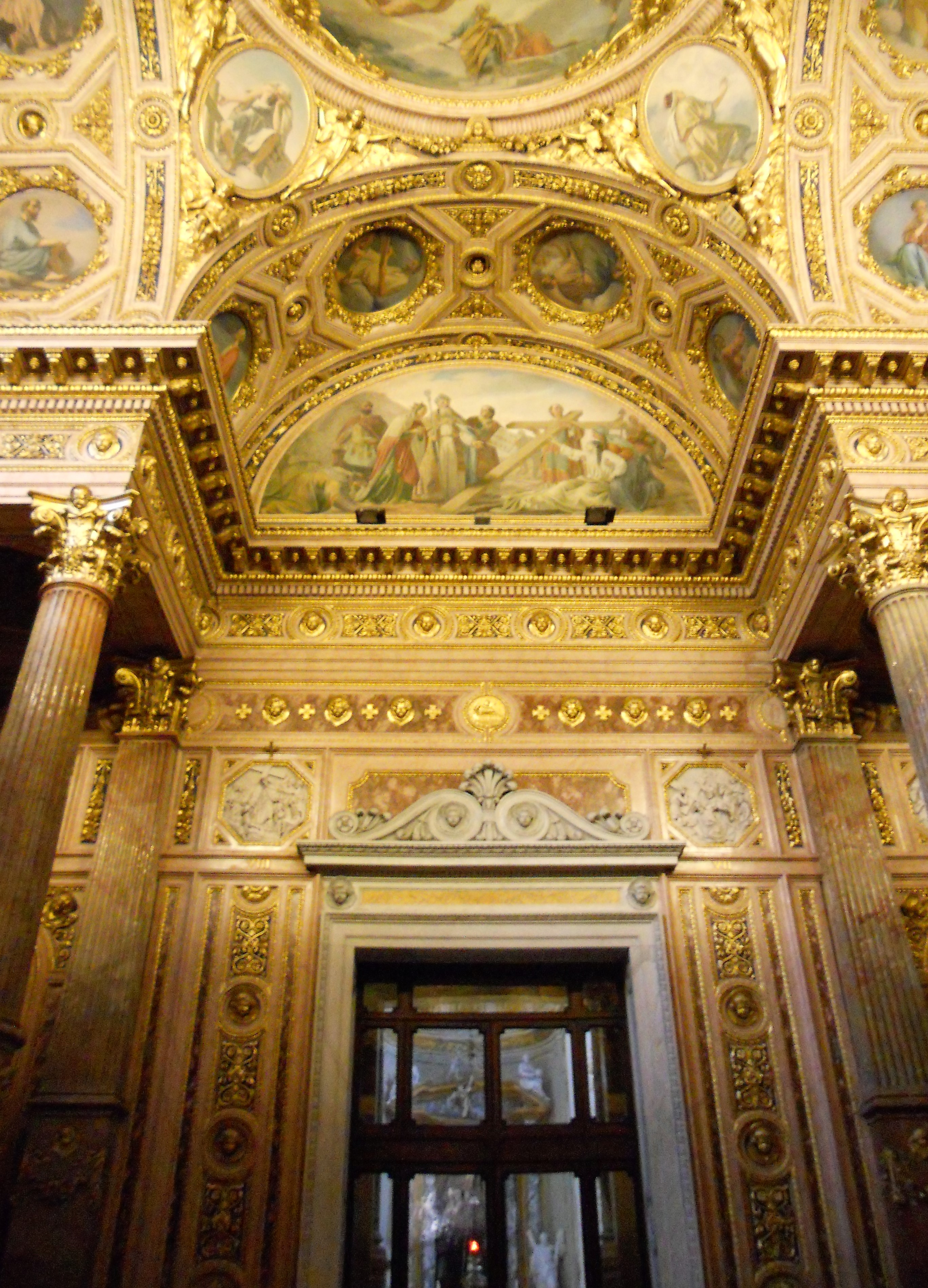
Cappella del Santissimo Sacramento

Il primo progetto, presentato da Giuseppe Berlendis nel 1855, fu approvato dal Capitolo della cattedrale e prevedeva la realizzazione di una cappella a pianta ottagonale. Non venne però approvato dal vescovo Pietro Luigi Speranza che invece scelse il progetto di Raffaele Dalpino, che ne prevedeva la realizzazione a croce greca con l'abside leggermente più profonda.

Malgrado il progetto prevedesse la rimozione del secondo altare a sinistra della navata del duomo, alterandone la simmetria e avendo qualche parere contrario, il preventivo presentato dal Dalpino si era quasi dimezzato, non poteva quindi dare adito a troppa contestazione. Anche se il Berlendis nella sua autobiografia racconterà tutto il suo rammarico Nonostante il committente fosse disposto a spendere fino a 22.980 lire contro un preventivo di 4.867, il costo finale della cappella raggiunse 200.000 lire. 

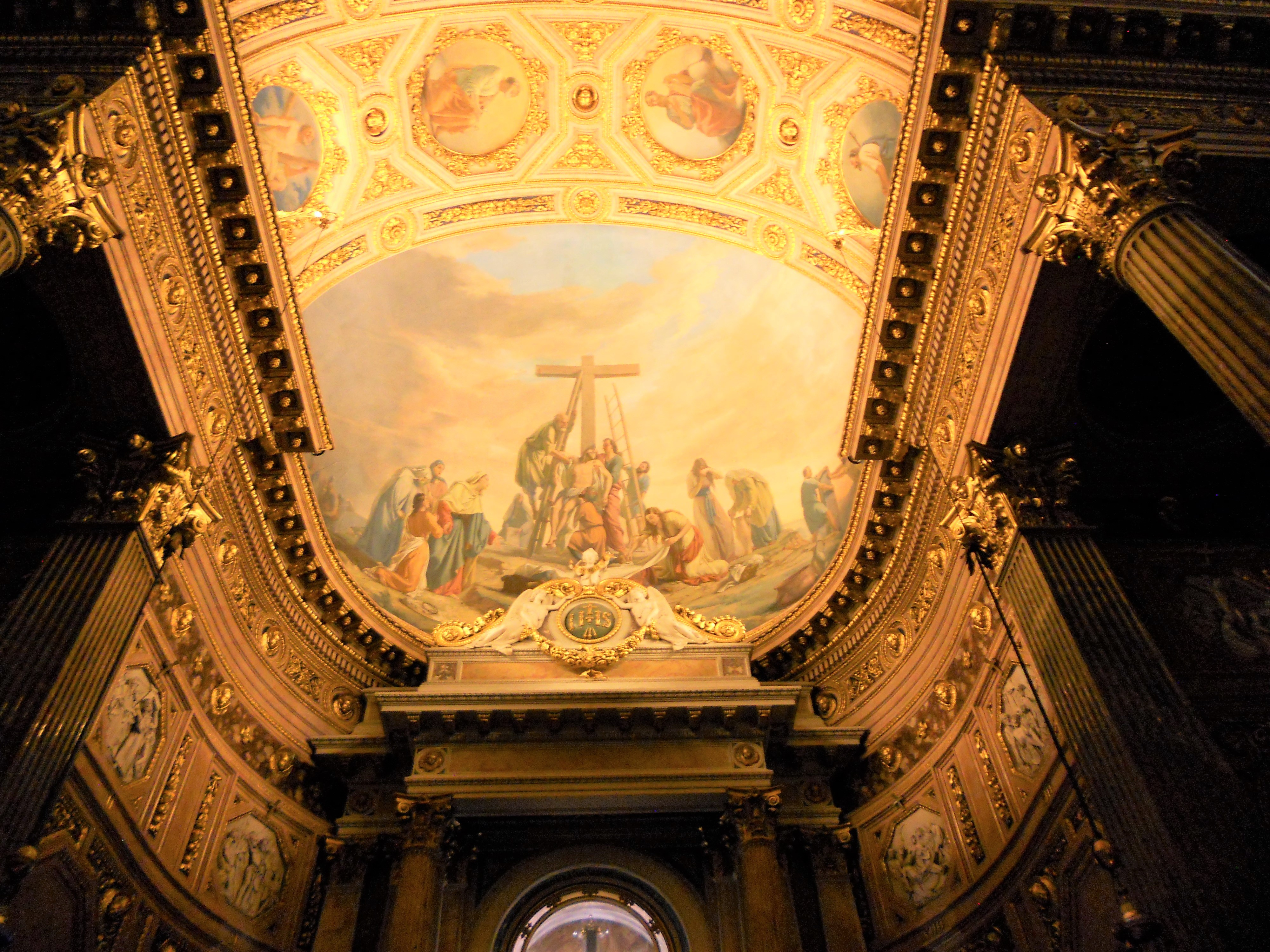
Cappella del Santissimo Sacramento: catino absidale

 La cappella ebbe tempi di realizzazione più lunghi del previsto venne infatti terminata solo dieci anno dopo; il 13 settembre del 1866 venne consacrata dal vescovo bergamasco Gaetano Benaglia.

## Descrizione
La cappella venne costruita dove era inserito l'altare dedicato a Giovanni Battista su disegno di Giovanni Moroni. Due statue in marmo bianco raffiguranti i santi Pietro e Paolo furono realizzate da Gelpino Caligari nel 1783.
L'interno monumentale, a pianta greca con un'ampia cupola circolare affrescata nel 1862 da Antonio Guadagnini, contiene decori e stucchi dorati realizzati nel 1866 da Luigi Pagani.

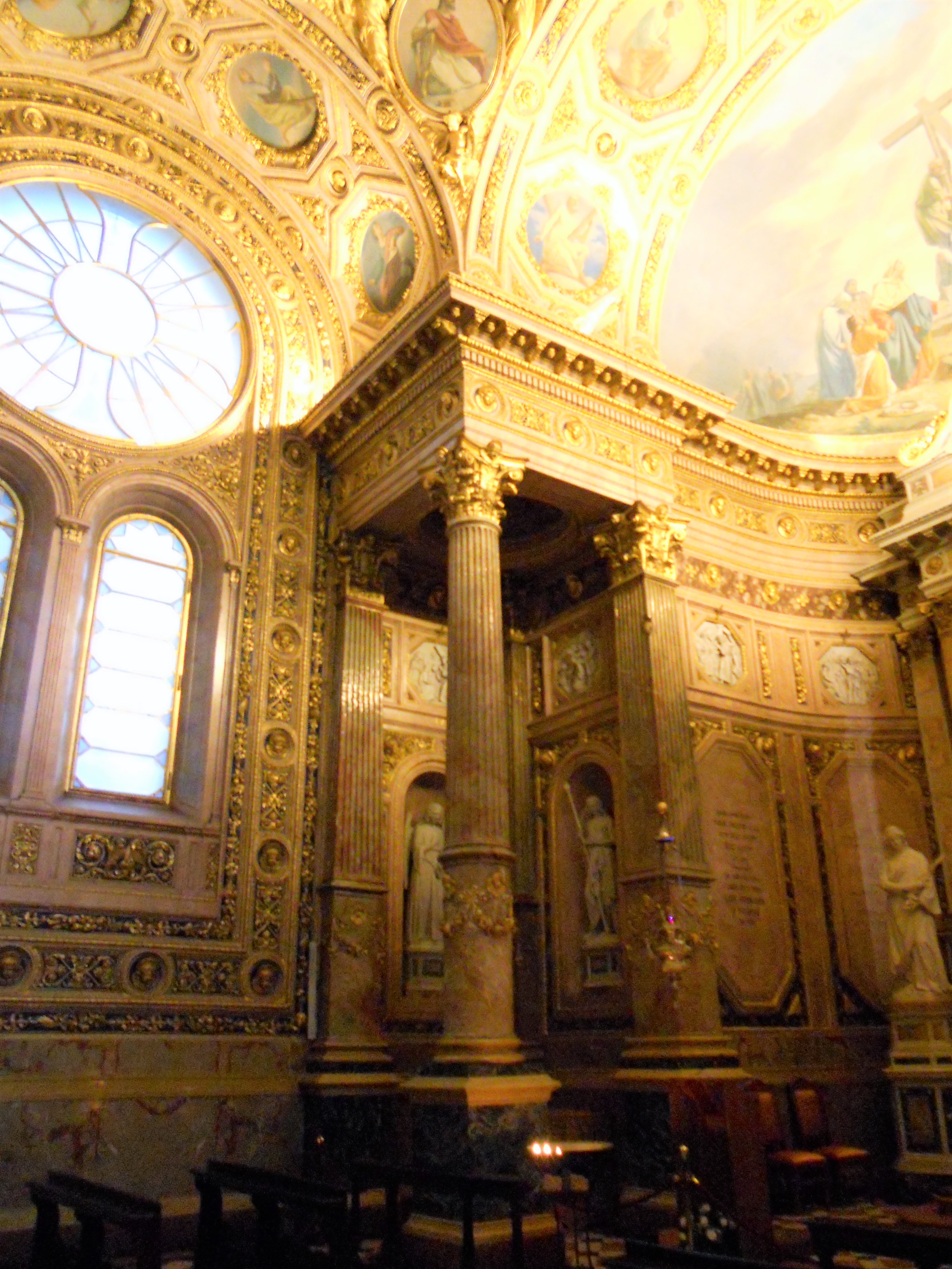
Cappella del Santissimo Sacramento

Nel grande catino dell'abside è raffigurata la Deposizione dalla croce, mentre sull'arco di ingresso l'affresco l'Invenzione della Croce, e nella cupola Missione redentrice di Cristo e altri episodi biblici. I pennacchi degli archi raffigurano gli apostoli e gli evangelisti. Gli affreschi e le dorature vengono illuminate da tre grandi finestre centinate.
Sull'altare, in una nicchia di legno argentato e dorato realizzata nel 1932, è posto il Crocifisso proveniente dalla chiesa delle Rosate. La struttura del Cristo dai lineamenti fini e delicati, dalle forma esili e allungate, porterebbe a considerare che sia una realizzazione tardogotica lombarda della metà del XIV secolo. Il braccio sinistro del Cristo è legato alla croce con un nastro, come racconta il miracolo del 1677: una giovane monaca ripresa dalla superiora forse ingiustamente, si era genuflessa ai piedi del crocifisso lamentandosi, il braccio del Cristo staccandosi la strinse in un abbraccio, ricordando a lei quanto fosse stata ingiusta la sua di crocifissione. Il braccio fu da allora legato con un nastro rosa. Da questo fatto la venerazione.
Nel 1806 vennero realizzate da Innocenzo Fraccaroli, le statue in marmo. Nel 1946 fu posta all'ingresso della cappella una scultura moderna in bronzo realizzata da Giacomo Manzù, dalla profonda carica espressiva.

### Ex Cappella di san Giovanni
La cappella del Crocifisso sostituì quella intitolata a san Giovanni presente nella basilica fin dal 1332, per indulto del papa Leone X e sotto il giuspatronato delle famiglie bergamasche Buccelleni e Muzio, quando la chiesa era ancora intitolata a san Vincenzo di Saragozza.
In questo altare erano conservati in una urna di cristallo e madreperla le reliquie con le ceneri di martiri, a cui venne dato il nome di Vincenzo, dono del vescovo Luigi Ruzzini.
Nella cappella era esposta la lastra sepolcrale con l'effige di Giovanni Buccelleni, suffraganeo del vescovo Giovanni Barozzi con il titolo di vescovo di Crisopoli in Macedonia, poi conservata nel museo posto sotto la basilica, scolpita da Jacopo Filippo de' Cortis nel 1468. Mentre il blasone della famiglia Munzio è conservato sulla trabeazione all'ingresso.
la struttura dell'altare era simile a quella degli altri altari realizzati dalla Bottega di Bartolomeo Manni e di Costantino Gallizioni. La pala d'altare opera del pittore rococò Donato Creti nel 1733, venne successivamente collocata nella sagrestia. A ricordo di questo altare resta solo un angioletto posto all'altezza del fregio architettonico che regge un cartiglio con la scritta in latino ECCE AGNUS DEI.